# 阪堺電気軌道1101形電車
阪堺電気軌道1101形電車（はんかいでんききどう1101がたでんしゃ）は、2020年3月28日から営業運転が開始された、阪堺電気軌道が保有する路面電車車両である。

## 概要
阪堺電気軌道の超低床型車両の増発に対応するため導入された。基本的な設計は1001形に準拠しており、車体断面は同形式と同一である。

## 特徴

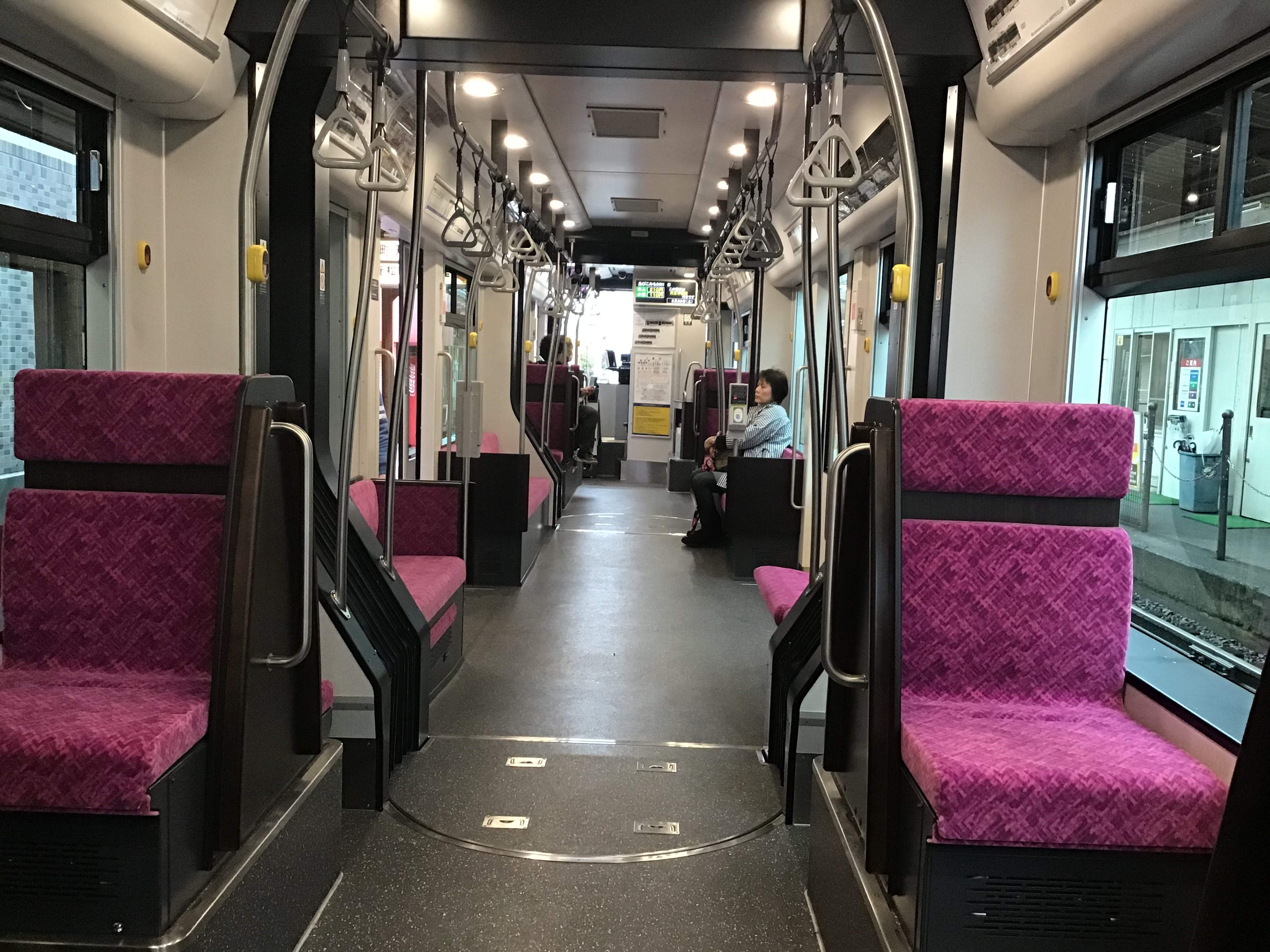
車内

車体構造は、基本的には1001形と共通のものとするが、塗色は南海グループのコーポレートカラーであるファインレッドとブライトンオレンジの2色を調和させたカラーリングとなっている。行き先表示器は、前面・側面共にLED式のものを採用。前面は日本語と英語を交互に表示（回送や試運転の場合は日本語と英語を併記して表示）、側面は日本語（漢字・ひらがな）、英語・駅番号を交互に表示する。
内装は、基本的には1001形と同一であるが、インテリアをモノトーンな配色とし、車内が広く感じる近代的なデザインを採用した。客室照明にはダウンライト式のLEDを採用しており、省エネ化を図っている。
車内放送は、デビュー当初は1001形を除く従来車両同様に、英語による案内放送無し、広告放送有りだったが、程なく1001形と同じ英語案内放送有り、広告放送無しに変更されている。
降車ボタンは従来のものとは異なり、新しい形のものが使用されている。
列車の編成表示は、前面の窓の左下にあり、オレンジ色のLED式となっている。天王寺側は「1101A」、浜寺側は「1101B」と表示される。
置き換えの対象は住吉にて脱線事故を起こし、廃車となった352号となっている。
1001形と同様にミュージックホーンが搭載されている。
2021年8月、阪堺電車のLRVでは初めての車体広告がラッピングされた。
また愛称に関しては、1001形の「堺トラム」の呼称に対し、本形式は「阪堺トラム」の呼称がつけられている。

## 保有車両の塗装

### 現在
- 近畿大学生物理工学部 和歌山キャンパスラッピング（2024年10月2日 - ）[5]

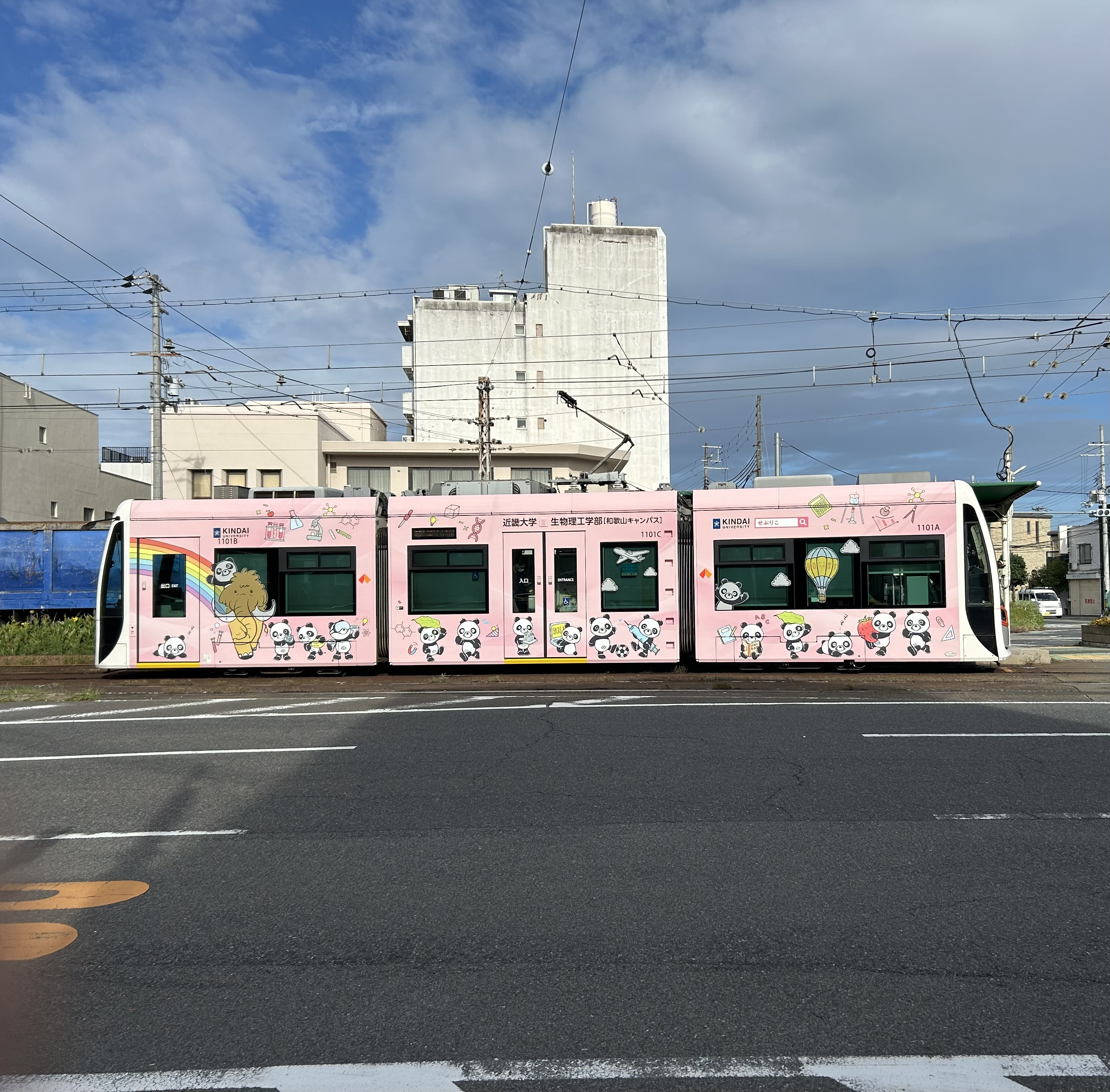
側面（2024年10月）

### 過去
- 想いをはこぶ号（三島由衣による阪堺電車イメージソング「想いをはこぶ ～未来へ～」とのコラボ、2021年8月6日 -2022年2月12日 ）[6]
- 転生したら阪堺電車やった件（ライトノベル『転生したらスライムだった件』とのコラボ、2022年2月 - 2024年3月14日）[7][8]

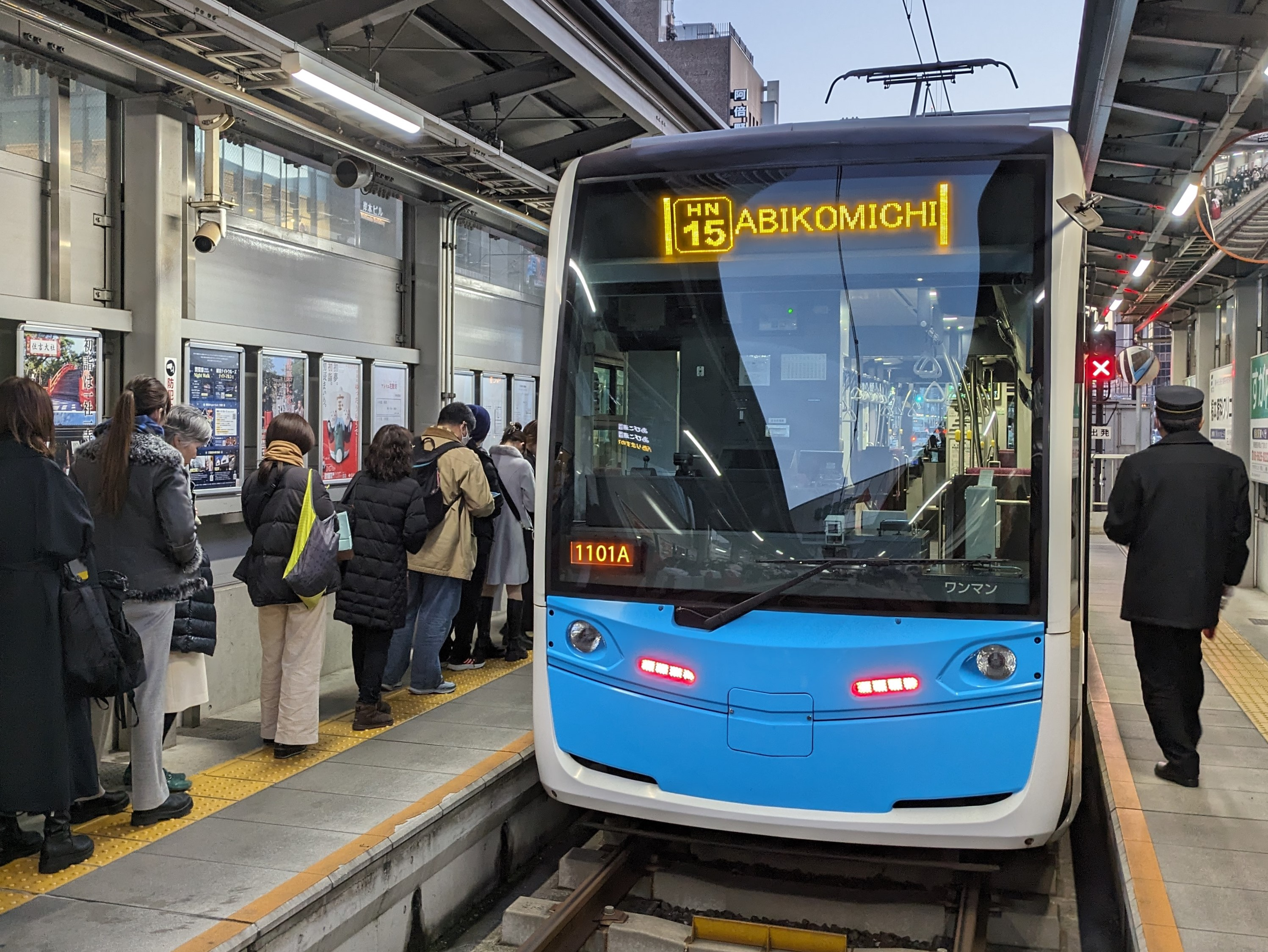
車端部（2024年1月）
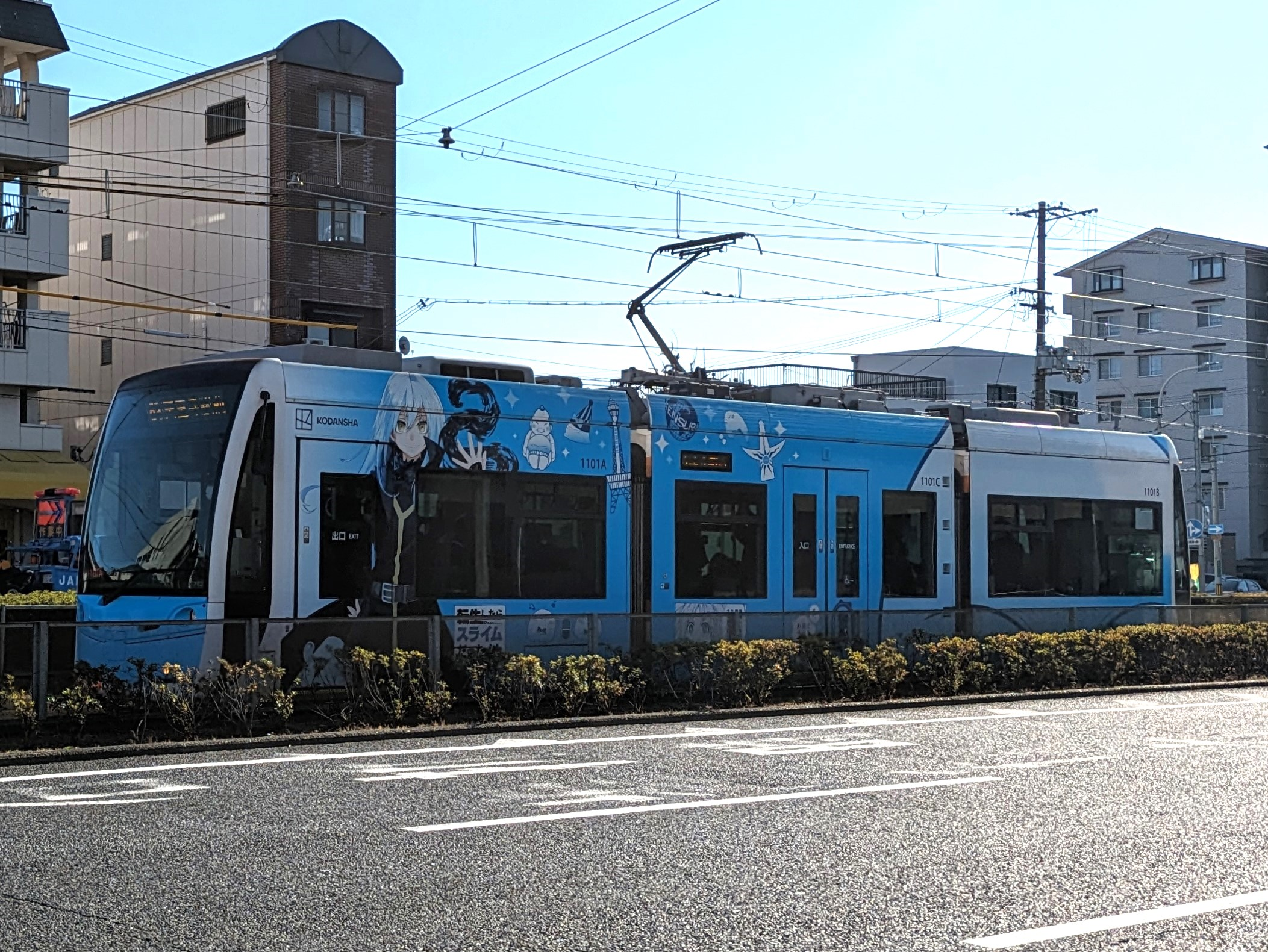
側面（2024年1月）

## 現在の運用
上町線の天王寺駅前から住吉を経て阪堺線の浜寺駅前までの間でほぼ毎日定期運行されており、平日、土休日は上下合わせて15便あり、時刻は各停留所の時刻表や阪堺電気軌道のホームページで確認できる。
阪堺線の住吉 - 恵美須町間では運行していない。理由は、今池停留所の場内踏切からはみ出して停車する形になり危険なため。ただし行先表示には「えびす町」と表示させることは可能で、毎年6月に開催される阪堺電車まつりで展示される際は来場者向けの演出で、えびす町や天神ノ森を表示させることがある。
本形式ではTwitterによる走行位置情報配信は提供されていない。